# تشاه زيارت (مقاطعة فارياب)
تشاه زيارت (بالإنجليزية: Mowtowr-e Hay-e Chah-e Ziyarat Sheykh Mokhtar Sargrij)‏ هي مستوطنة تقع في كرمان في إيران.